# Parsjinkedja
Inom matematiken är en Parsjinkedja en högredimensionell analogi av en plats av en algebraisk talkropp. De introducerades av Parshin (1978) för att definiera en analogi av ideleklassgruppen för tvådimensionella scheman.
En Parshjinkedja av dimension s på ett schema är en ändlig följd av punkter p0, p1, ..., ps så att pi har dimension i och varje punkt är en del av höljet av det nästa.